# Helena Jansson
Helena Jansson (28 agosto 1985) è un'orientista svedese.
Ha vinto i mondiali a corta distanza del 2009 a Miskolc e quelli su media distanza in Savoia e della Coppa del Mondo del 2011. Vive e studia a Umeå e corre per la società Leksands OK.

## Campionati del Mondo
- 2007, Kiev: argento nella staffetta;
- 2008, Olomouc: bronzo nella corta distanza e nella staffetta;
- 2009, Miskolc: oro nella corta distanza, argento nella staffetta;
- 2010, Trondheim: argento nella corta distanza, bronzo nella staffetta;
- 2011, Savoia: oro nella media distanza, argento nella corta distanza, bronzo nella lunga distanza e nella staffetta.

## Coppe del Mondo
2008: bronzo
2009: bronzo
2010: argento
2011: oro

## Campionati Europei
2008, Ventspils: oro nella staffetta, bronzo nella corta distanza;
2010, Primorsko: oro nella corta distanza e nella staffetta, bronzo nella lunga distanza.